# Very Large Telescope

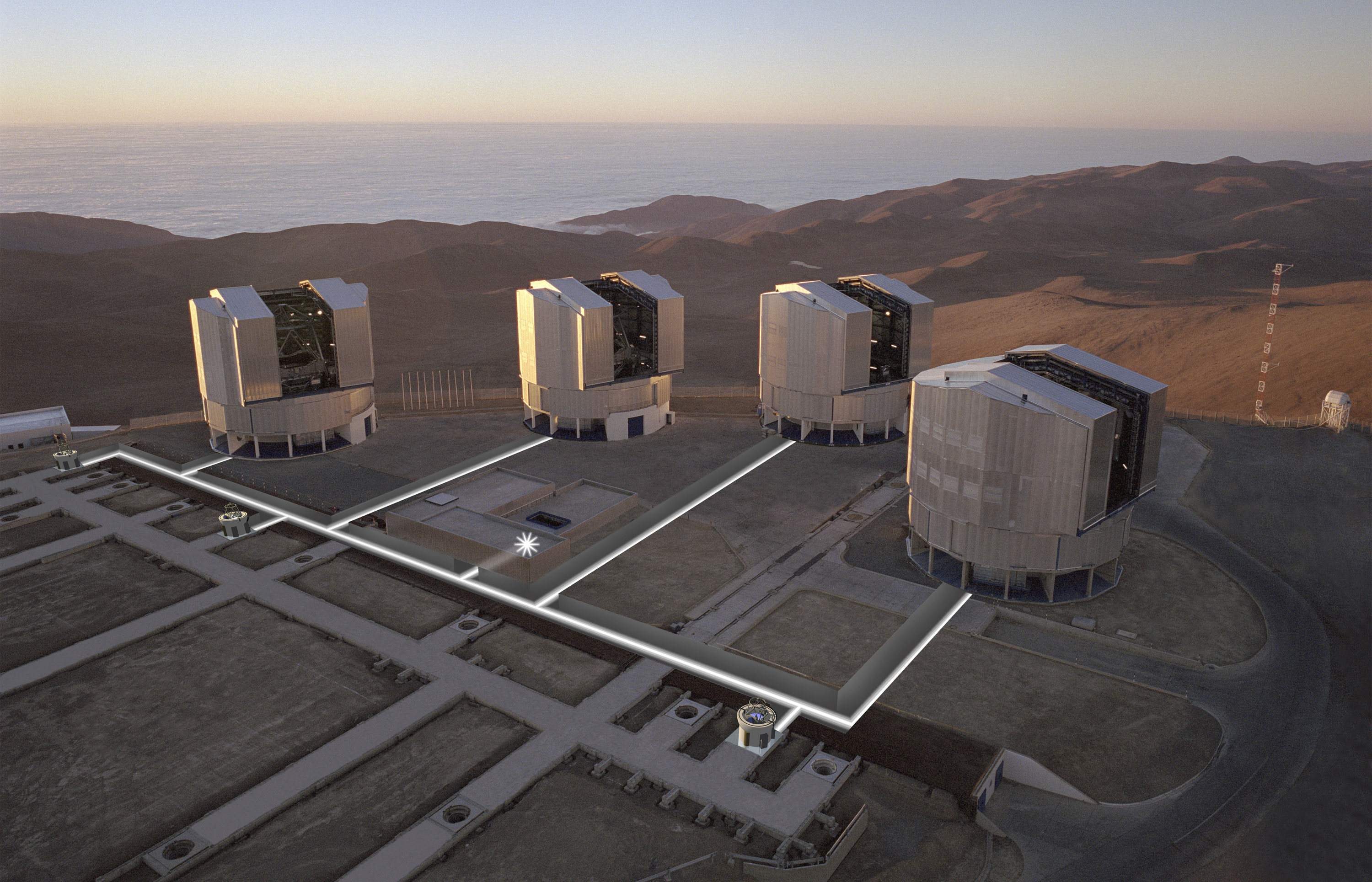
Very Large Telescope

Very Large Telescope (VLT) este un telescop operat de Observatorul European de Sud și situat pe muntele Cerro Paranal din Deșertul Atacama (în nordul statului Chile). Face parte din Observatorul Paranal.